# 154. østlige længdekreds
Den 154. østlige længdekreds (eller 154 grader østlig længde) er en længdekreds, der ligger 154 grader øst for nulmeridianen. Den løber gennem Ishavet, Asien, Stillehavet, Australasien, det Sydlige Ishav og Antarktis.